# Josef Obajdin
Josef Obajdin (* 7. November 1970 in Poděbrady) ist ein ehemaliger tschechischer Fußballspieler.

## Vereinskarriere
Josef Obajdin spielte bis zu seinem 15. Lebensjahr für seinen Heimatverein TJ SB Poděbrady. 1984 wechselte der Angreifer zu Sparta Prag. Von 1989 bis 1991 absolvierte er seinen Wehrdienst bei VTJ Tábor. Die Saison 1991/92 begann er beim Zweitligisten Škoda Pilsen, ging aber im Lauf des Jahres zu Dukla Prag, für das er fünf Erstligaspiele absolvierte. Die folgende Spielzeit begann er in der 2. Liga bei SK Poldi Kladno, wechselte aber bald zu Slovan Liberec, der am Saisonende in die 1. Liga aufstieg.
In Liberec kam Obajdin sehr gut in Form und erzielte 1993/94 elf Tore in 28 Spielen. In der Hinrunde der Spielzeit 1994/95 traf Obajdin zehnmal in 14 Spielen und wurde daraufhin von Eintracht Frankfurt verpflichtet. In der Bundesliga konnte er auch aufgrund von Verletzungssorgen jedoch nicht richtig Fuß fassen und bestritt nur drei Spiele für die Hessen. Das erste Halbjahr der Saison 1995/96 spielte er erneut bei Slovan Liberec und wechselte im Januar 1996 zu Sparta Prag. Dort blieb Obajdin fünf Jahre und erzielte in 146 Spielen 29 Tore. Obwohl gut in Form, wurde er in der Saison 2001/02 vom neuen Trainer Jaroslav Hřebík nur noch unregelmäßig aufgestellt und wechselte im Januar 2002 auf Leihbasis zum griechischen Erstligisten Omonia Nikosia. Nach einem halben Jahr ging Obajdin zurück nach Prag, konnte aber erneut keinen Stammplatz erringen. Er wurde an Bohemians Prag ausgeliehen, wo er in zehn Spielen nicht traf. Zurück bei Sparta, wurde er nur noch im zweitklassigen B-Team eingesetzt.
Als Obajdins Vertrag bei Sparta 2004 auslief, war der inzwischen knapp 34-jährige Stürmer vereinslos. Er wurde kurze Zeit später als Vertragsamateur vom Sechstligisten Sokol Jindřichovice pod Smrkem engagiert und im Frühjahr 2005 an den Drittligisten Slovan Varnsdorf ausgeliehen.
Anfang 2006 wechselte Obajdin auf Leihbasis zum polnischen Erstligisten Wisła Płock, wo er sporadisch zum Einsatz kam. Trainer dort war sein Landsmann Josef Csaplár. Im Sommer 2007 kehrte Obajdin nach Varnsdorf zurück. Im Juli 2008 wechselte Obajdin zu Arsenal Česká Lípa. In der Saison 2009/10 stand er im Kader von Sokol Jindřichovice.

## Nationalmannschaft
Für die tschechische Fußballnationalmannschaft spielte Obajdin am 13. Dezember 1995 beim 2:1-Sieg in Kuwait.